# Edward French Bromhead
Edward French Bromhead ( 1789–1855) fue un baronet de Thurlby Hall en Lincolnshire, y botánico amateur inglés.

## Algunas publicaciones
- 1835. Conspectus Regni Vegetabilis secundum Characteres Morphologieos. Edinburgh Journal

## Honores

### Eponimia
- (Orchidaceae) Bromheadia Lindl.[1]
- La abreviatura «Bromhead» se emplea para indicar a Edward French Bromhead como autoridad en la descripción y clasificación científica de los vegetales.[2]